# Henry More (jésuite)
Henry More, né en 1586 à Leytonstone (Londres) en Angleterre et décédé le 8 décembre 1661 à Watten, en France, était un prêtre jésuite anglais. Écrivain spirituel il fut supérieur des jésuites clandestin dans l’Angleterre élisabéthaine. 

## Biographie
Fils d’Édouard More et arrière-petit-fils de saint Thomas More, Henry commence ses études au Collège anglais de Saint-Omer (alors dans les Pays-Bas méridionaux) en 1597 et les poursuit (1603) au Collège Saint Alban à Valladolid (Espagne) en tant que protégé de la duchesse de Medinaceli. Il revient aux Pays-Bas méridionaux pour y entrer dans la Compagnie de Jésus et commence son noviciat, à Louvain, le 19 novembre 1607.
Ordonné prêtre à la fin de sa formation sacerdotale (en 1614) - toujours à Louvain - il y reste comme assistant du maitre des novices, Jean Gérard. 
En 1622, le père More se rend en Angleterre et œuvre clandestinement dans le district de Londres. Il est arrêté lors d'un raid à Clekenwell House le 15 mars 1628 et est emprisonné à la prison de Newgate jusqu'en 1633. Le père More est ensuite, quelque temps, chapelain de John Petre et sa famille, catholiques récusants, à Ingatestone et Thorndon Hall (Essex). 
En 1635, il succède à Richard Blount, comme supérieur provincial des Jésuites en Angleterre. De nouveau emprisonné il retrouve la liberté en juillet 1640.
De retour (1642) dans les Pays-Bas méridionaux, il est nommé en 1643 instructeur de la troisième probation à Gand. Il n’y reste pas longtemps. Nommé supérieur du district de Londres à l'automne 1644, il est confronté à une nouvelle flambée de persécutions. 
En 1647, les Independent prirent l'ascendant politique et étaient disposés à tolérer les catholiques, en échange de leur acceptation de trois propositions concernant le pouvoir papal ou son exercice. Cependant, le 15 novembre 1647, Innocent X interdit aux catholiques de "négocier avec les hérétiques", comme l'avait fait le père More (agissant de bonne foi). En vertu d'un décret pontifical ultérieur (4 avril 1648), ordonnant le départ d'Angleterre des jésuites signataires, More est relevé de son poste d'instructeur du Troisième An, qu'il occupait à nouveau à Gand depuis 1647, et part pour Watten. Nommé recteur du collège anglais de Saint-Omer (27 mars 1649), il se consacre à l'écriture jusqu'à son retour en Angleterre en 1652. 
En 1655, il se rend au Collège anglais de Liège comme père spirituel et travaille à l'histoire de la province anglaise. De nouveau recteur de Saint-Omer en avril 1657, il s'installe au noviciat de Watten en 1661, où il meurt le 8 décembre 1661. Ses fréquents et longs séjours dans les Pays-Bas méridionaux (Saint-Omer, Liège, Gand) étaient toujours au service des catholiques anglais en exil sur le continent.

## Écrits
- Vita et doctrina Christi Domini in meditationes quotidianas per annum digesta, Anvers, 1649.
- Historia Missionis Anglicanae Societatis Jesu, ab anno salutis MDLXXX ad [M]DCXXV, Saint-Omer, 1660.